# ゲーテ・リンク (小惑星)
ゲーテ・リンク (1728 Goethe Link) は小惑星帯に位置する小惑星。ゲーテ・リンク天文台で行なわれたインディアナ小惑星計画により、1964年10月12日に発見された。
天文台（もしくは天文台の寄贈者であるインディアナポリスの外科医でアマチュア天文家のゲーテ・リンク）に因んで命名された。